# 陳文銳
陳文銳，陝西省興安府漢陰廳人，清朝政治人物、同進士出身。
光緒六年（1880年），参加庚辰科殿試，登進士三甲第25名。同年五月，著分部學習。